# Empresario
Ne doit pas être confondu avec Impresario.

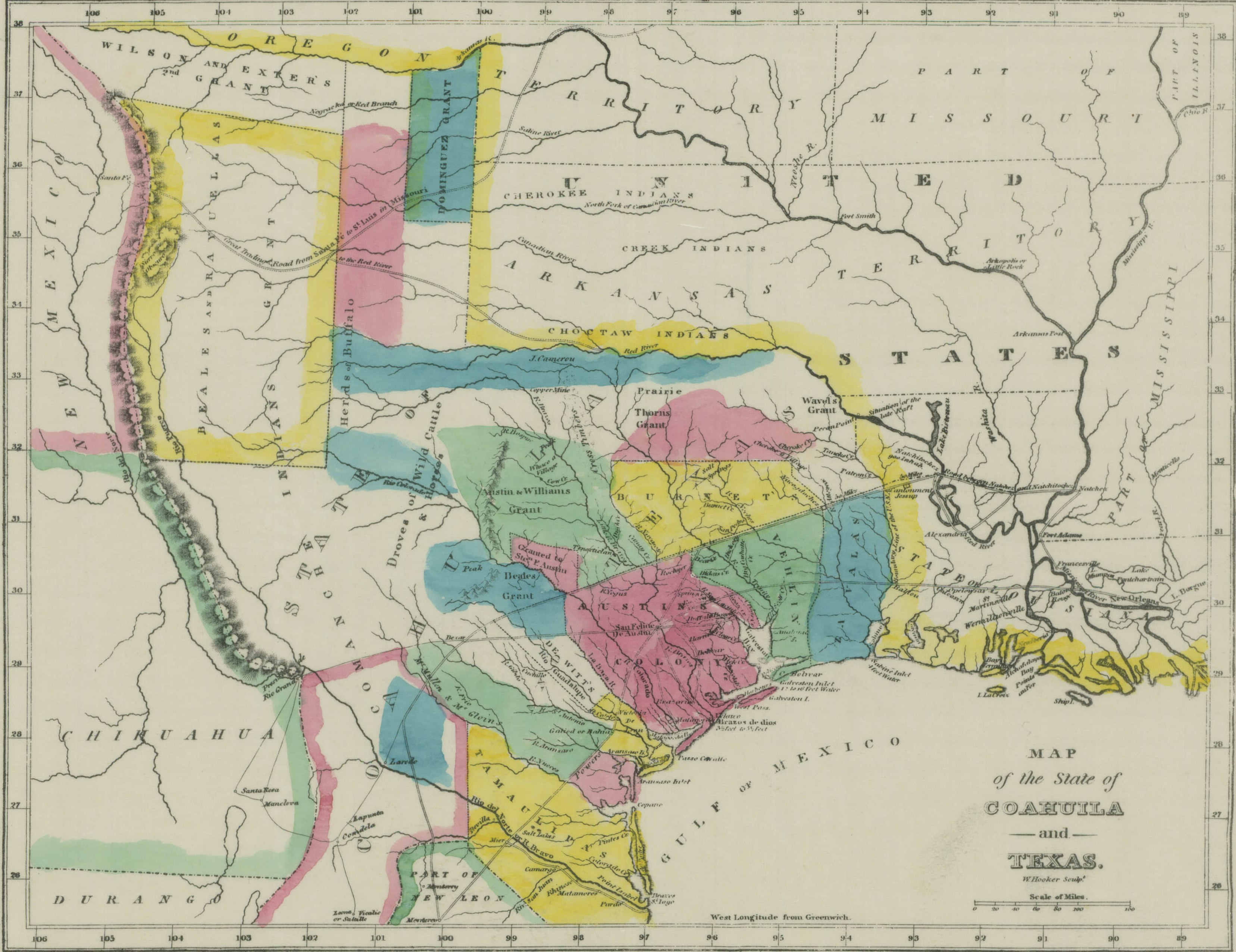
Carte de l'État de Coahuila y Tejas en 1833, les territoires concédés aux empresaios apparaissent en rose, vert, jaune et bleu.

Empresario est un mot espagnol signifiant entrepreneur, chef d'entreprise ou homme d'affaires. Ce terme fut utilisé au début du XIXe siècle au Mexique pour désigner une personne qui se voyait accorder par l'État des terres et le droit de s'y installer. Il devait en échange recruter des colons, dont il était responsable, afin de développer sur ce territoire l'agriculture et l'élevage. Les colons devaient alors devenir citoyens mexicains.
Avant l'indépendance du Mexique le système des empresarios existait déjà, le gouvernement de la Nouvelle Espagne offrait des terres, et les colons en retour les mettaient en valeur[réf. souhaitée], prêtaient serment de loyauté envers la couronne espagnole et promettaient de se convertir au catholicisme.
Les colons anglo-américains, qui peuplent alors majoritairement le Texas, se révoltent contre le gouvernement mexicain et proclament l'indépendance : ils fondent la république du Texas, le 2 mars 1836. Le jeune État poursuivit avec sa propre version du système des empresarios, offrant des terres au diplomate français Henri Castro ou à Charles Fenton Mercer parmi d'autres.

## Quelquesempresarios
- Stephen F. Austin
- David G. Burnet
- Martin de Leon
- Green DeWitt
- Haden Edwards
- Sterling C. Robertson
- Lorenzo de Zavala
- Henri Castro